# Ареа Артиђанале Маја (Тревизо)
Ареа Артиђанале Маја је насеље у Италији у округу Тревизо, региону Венето.
Према процени из 2011. у насељу је живело 24 становника. Насеље се налази на надморској висини од 131 м.